# Lophocalama
Lophocalama is een geslacht van vlinders van de familie uilen (Noctuidae), uit de onderfamilie Hadeninae.

## Soorten
- L. neuritis Hampson, 1910
- L. suffusa Lucas, 1894